# 納瓦霍 (新墨西哥州)
納瓦霍（英語：Navajo）是位於美國新墨西哥州麥金萊縣的普查規定居民點。

## 人口
根據2020年美國人口普查的數據，納瓦霍的面積為5.83平方千米，皆為陸地。當地共有人口1942人，而人口密度為每平方千米333.1人。